# Huitième district congressionnel du Wisconsin
Le 8e district congressionnel du Wisconsin est un district situé dans le nord-est du Wisconsin. Il est officiellement vacant depuis le 24 avril 2024, suite à la date effective de la démission du Républicain Mike Gallagher. Gallagher a remporté le siège laissé vacant par Reid Ribble, qui a pris sa retraite en 2016. C'est également l'un des deux seuls districts à avoir jamais élu un prêtre catholique, dans le cas du 8e du Wisconsin, Robert John Cornell.
Le 8e district a eu une tendance républicaine tout au long de son histoire ; sept démocrates l'ont représenté depuis sa création, mais aucun n'a exercé plus de deux mandats. Il est devenu davantage un swing district dans les années 1990. En 2004, le Républicain George W. Bush a remporté 55 % des voix dans la circonscription, tandis qu'en 2008, le Démocrate Barack Obama a obtenu 53,6 % des voix. Le dernier Démocrate à représenter le district était Steve Kagen de 2007 à 2011. Depuis que Kagen a perdu aux élections de 2010, le siège est occupé par des républicains, qui l'ont systématiquement remporté avec une marge à deux chiffres à chaque élection au siège depuis 2012, et a gagné de la même manière aux élections à l'échelle de l'État. Le seul comté du district actuel à soutenir le candidat démocrate à la présidentielle aux élections ade 2000, 2004 et 2016 était majoritairement amérindien. Le Comté de Menominee, qui n'a jamais voté républicain depuis sa création en 1960, et seuls les comtés de Menominee et de Door ont voté démocrate en 2012. et 2020.

## Géographie
| #   | Comté     | Siège        | Population |
| --- | --------- | ------------ | ---------- |
| 9   | Brown     | Green Bay    | 269 591    |
| 15  | Calumet   | Chilton      | 52 539     |
| 29  | Door      | Sturgeon Bay | 30 369     |
| 61  | Kewaunee  | Kewaunee     | 20 543     |
| 75  | Marinette | Marinette    | 41 875     |
| 78  | Menominee | Keshena      | 4 289      |
| 83  | Oconto    | Oconto       | 39 356     |
| 87  | Outagamie | Appleton     | 191 545    |
| 115 | Shawano   | Shawano      | 40 859     |
| 135 | Waupaca   | Waupaca      | 51 570     |
| 139 | Winnebago | Oshkosh      | 171 623    |

Comté de Brown
Allouez, Ashwaubenon, Bellevue, Denmark, De Pere, Green Bay, Hobart, Howard, Pulaski
Comté de Calumet
Brillion, Chilton, Hilbert, Menasha, Potter, Sherwood et Stockbridge.
Comté de Door
Baileys Harbor, Brussels, Clay Banks, Egg Harbor, Ephraim, Forestville, Gardner, Gibraltar, Jacksonsport, Liberty Grove, Nasewaupee, Sevastopol, Sister Bay, Sturgeon Bay, Union et Washington Island.
Comté de Kewaunee
Algoma, Casco, Forestville et Luxemburg.
Comté de Marinette
Coleman, Crivitz, Marinette, Niagara, Peshtigo, Pound et Wausaukee.
Comté de Menominee
Menominee et Keshena.
Comté d'Oconto
Gillett, Lena, Oconto, Oconto Falls et Suring.
Comté d'Outagamie
Appleton, Bear Creek, Black Creek, Combined Locks, Hortonville, Kaukauna, Kimberly, Little Chute, Nichols, Seymour et Shiocton.
Comté de Shawano
Aniwa, Birnamwood, Bonduel, Bowler, Cecil, Eland, Gresham, Mattoon, Shawano, Tigerton et Wittenberg.
Comté de Waupaca
Big Falls, Clintonville, Embarrass, Fremont, Iola, Manawa, Marion, New London, Ogdensburg, Scandinavia, Waupaca et Weyauwega.
Comté de Winnebago
Clayton (en partie) et Winchester.

## Historique de vote
| Année | Poste        | Résultats               |
| ----- | ------------ | ----------------------- |
| 2000  | Président    | Bush 52,0 % – 43,0 %    |
| 2004  | Président    | Bush 55,0 % – 44,0 %    |
| 2008  | Président    | Obama 53,0 % – 45,0 %   |
| 2012  | Président    | Romney 51,0 % – 48,0 %  |
| 2016  | Président    | Trump 56,0 % – 39,0 %   |
| 2018  | Gouverneur   | Walker 56,5 % – 41,6 %  |
| 2018  | Sénat        | Vukmir 51,5 % – 48,5 %  |
| 2020  | Président    | Trump 57,0 % – 41,0 %   |
| 2022  | Gouverneur   | Michels 56,0 % – 43,0 % |
| 2022  | Sénat        | Johnson 59,0 % – 41,0 % |
| 2023  | Cour Suprême | Kelly 52,0 % – 48,0 %   |

## Liste des Représentants du district
| Membre                          | Parti             | Années                            | Congrès     | Histoire électorale | Zone géographique |
| ------------------------------- | ----------------- | --------------------------------- | ----------- | --- | --- |
| District établit le 4 mars 1873 |                   |                                   |             | | |
| Alexander S. McDill (en)        | Républicain       | 4 mars 1873 - 3 mars 1875         | 43e         | Élu en 1872. Perd sa réélection. | Adams, Ashland, Barron, Bayfield, Burnett, Chippewa, Douglas, Dunn, Juneau, Marathon, Marquette, Oconto, Polk, Portage, Shawano, & Wood (et les comtés de Langlade, Lincoln, Marinette, Price et Taylor créés à partir du territoire dans les années 1870)                         |
| George W. Cate (en)             | Démocrate         | 4 mars 1875 - 3 mars 1877         | 44e         | Élu en 1874. Perd sa réélection. | Adams, Ashland, Barron, Bayfield, Burnett, Chippewa, Douglas, Dunn, Juneau, Marathon, Marquette, Oconto, Polk, Portage, Shawano, & Wood (et les comtés de Langlade, Lincoln, Marinette, Price et Taylor créés à partir du territoire dans les années 1870)                         |
| Thaddeus C. Pound (en)          | Républicain       | 4 mars 1877 - 3 mars 1883         | 45e - 47e   | Élu en 1876. Réélu en 1878. Réélu en 1880. Retrait. | Adams, Ashland, Barron, Bayfield, Burnett, Chippewa, Douglas, Dunn, Juneau, Marathon, Marquette, Oconto, Polk, Portage, Shawano, & Wood (et les comtés de Langlade, Lincoln, Marinette, Price et Taylor créés à partir du territoire dans les années 1870)                         |
| William T. Price (en)           | Républicain       | 4 mars 1883 - 6 décembre 1886     | 48e , 49e   | Élu en 1882. Réélu en 1884. Décès. | Bayfield, Barron, Buffalo, Burnett, Clark, Douglas, Dunn, Eau Claire, Jackson, Pepin, Pierce, Polk, St. Croix et Trempealeau |
| Vacant                          | Vacant            | 6 décembre 1886 - 18 janvier 1887 | 49e         | | Bayfield, Barron, Buffalo, Burnett, Clark, Douglas, Dunn, Eau Claire, Jackson, Pepin, Pierce, Polk, St. Croix et Trempealeau |
| Hugh H. Price (en)              | Républicain       | 18 janvier 1887 - 3 mars 1887     | 49e         | Élu pour terminer le mandat de son père. Retrait. | Bayfield, Barron, Buffalo, Burnett, Clark, Douglas, Dunn, Eau Claire, Jackson, Pepin, Pierce, Polk, St. Croix et Trempealeau |
| Nils P. Haugen (en)             | Républicain       | 4 mars 1887 - 3 mars 1893         | 50e - 52e   | Élu en 1886. Réélu en 1888. Réélu en 1890. Redécoupage vers le 10e district.                                                                               | Bayfield, Barron, Buffalo, Burnett, Clark, Douglas, Dunn, Eau Claire, Jackson, Pepin, Pierce, Polk, St. Croix et Trempealeau |
| Lyman E. Barnes (en)            | Démocrate         | 4 mars 1893 - 3 mars 1895         | 53e         | Élu en 1892. Perd sa réélection. | Brown, Door, Kewaunee, Outagamie, Portage, Waupaca et Wood |
| Edward H. Davidson (en)         | Républicain       | 4 mars 1895 - 3 mars 1903         | 54e - 57e   | Élu en 1894. Réélu en 1896. Réélu en 1898. Réélu en 1900. Redécoupage vers le 9e district.                                                                 | Brown, Door, Kewaunee, Outagamie, Portage, Waupaca et Wood |
| James H. Davidson (en)          | Républicain       | 4 mars 1903 - 3 mars 1913         | 58e - 62e   | Redécoupage depuis le 6e district et réélu en 1902. Réélu en 1904. Réélu en 1906. Réélu en 1908. Réélu en 1910. Perd sa réélection.                        | Calumet, Manitowoc, Portage, Waupaca, Waushara et Winnebago |
| Edward E. Browne (en)           | Républicain       | 4 mars 1913 - 3 mars 1931         | 63e - 71e   | Élu en 1912. Réélu en 1914. Réélu en 1916. Réélu en 1918. Réélu en 1920. Réélu en 1922. Réélu en 1924. Réélu en 1926. Réélu en 1928. Perd sa renomination. | Marathon, Portage, Shawano, Waupaca, Waushara et Wood |
| Gerald J. Boileau (en)          | Républicain       | 4 mars 1931 - 3 mars 1933         | 72e         | Élu en 1930. Redécoupage vers le 7e district. | Marathon, Portage, Shawano, Waupaca, Waushara et Wood |
| James F. Hughes (en)            | Démocrate         | 4 mars 1933 - 3 janvier 1935      | 73e         | Élu en 1932. Retrait. | Brown, Door, Florence, Forest, Kewaunee, Manitowoc, Marinette, Oconto et Outagamie |
| George J. Schneider (en)        | Progressiste (en) | 3 janvier 1935 - 3 janvier 1939   | 74e , 75e   | Élu en 1934. Réélu en 1936. Perd sa réélection. | Brown, Door, Florence, Forest, Kewaunee, Manitowoc, Marinette, Oconto et Outagamie |
| Joshua L. Johns (en)            | Républicain       | 3 janvier 1939 - 3 janvier 1943   | 76e , 77e   | Élu en 1938. Réélu en 1940. Perd sa réélection. | Brown, Door, Florence, Forest, Kewaunee, Manitowoc, Marinette, Oconto et Outagamie |
| LaVern Dilweg (en)              | Démocrate         | 3 janvier 1943 - 3 janvier 1945   | 78e         | Élu en 1942. Perd sa réélection. | Brown, Door, Florence, Forest, Kewaunee, Manitowoc, Marinette, Oconto et Outagamie |
| John W. Byrnes (en)             | Républicain       | 3 janvier 1945 - 3 janvier 1973   | 79e - 88e   | Élu en 1944. Réélu en 1946. Réélu en 1948. Réélu en 1950. Réélu en 1952. Réélu en 1954. Réélu en 1956. Réélu en 1958. Réélu en 1960. Réélu en 1962.        | Brown, Door, Florence, Forest, Kewaunee, Manitowoc, Marinette, Oconto et Outagamie |
| John W. Byrnes (en)             | Républicain       | 3 janvier 1945 - 3 janvier 1973   | 89e - 92e   | Réélu en 1964. Réélu en 1966. Réélu en 1968. Réélu en 1970. Retrait.                                                                                       | Brown, Door, Kewaunee, Manitowoc, Marinette, Oconto et Outagamie |
| Harold V. Froehlich (en)        | Républicain       | 3 janvier 1973 - 3 janvier 1975   | 93e         | Élu en 1972. Perd sa réélection. | Door, Florence, Forest, Kewaunee, Langlade, Marinette, Menominee, Oconto, Outagamie, Shawano, Vilas, Waupaca, Brown (excepté Morrison) et Oneida (Enterprise) |
| Robert John Cornell (en)        | Démocrate         | 3 janvier 1975 - 3 janvier 1979   | 94e , 95e   | Élu en 1974. Réélu en 1976. Perd sa réélection. | Door, Florence, Forest, Kewaunee, Langlade, Marinette, Menominee, Oconto, Outagamie, Shawano, Vilas, Waupaca, Brown (excepté Morrison) et Oneida (Enterprise) |
| Toby Roth (en)                  | Républicain       | 3 janvier 1979 - 3 janvier 1997   | 96e - 104e  | Élu en 1978. Réélu en 1980. Réélu en 1982. Réélu en 1984. Réélu en 1986. Réélu en 1988. Réélu en 1990. Réélu en 1992. Réélu en 1994. Retrait.              | Door, Florence, Forest, Kewaunee, Langlade, Marinette, Menominee, Oconto, Outagamie, Shawano, Vilas, Waupaca, Brown (excepté Morrison) et Oneida (Enterprise) |
| Toby Roth (en)                  | Républicain       | 3 janvier 1979 - 3 janvier 1997   | 96e - 104e  | Élu en 1978. Réélu en 1980. Réélu en 1982. Réélu en 1984. Réélu en 1986. Réélu en 1988. Réélu en 1990. Réélu en 1992. Réélu en 1994. Retrait.              | Brown, Door, Florence, Forest, Kewaunee, Langlade, Marinette, Menominee, Oconto, Outagamie, Shawano, Vilas et Oneida (Cassian, Hazelhurst, Lake Tomahawk, Little Rice, Lynne, Minocqua, Newbold, Nokomis, Piehl, Pine Lake, Stella, Sugar Camp, Three Lakes, Woodboro et Woodruff) |
| Toby Roth (en)                  | Républicain       | 3 janvier 1979 - 3 janvier 1997   | 96e - 104e  | Élu en 1978. Réélu en 1980. Réélu en 1982. Réélu en 1984. Réélu en 1986. Réélu en 1988. Réélu en 1990. Réélu en 1992. Réélu en 1994. Retrait.              | 1993–2003 |
| Jay Johnson                     | Démocrate         | 3 janvier 1997 - 3 janvier 1999   | 105e        | Élu en 1996. Perd sa réélection. | |
| Mark Green                      | Républicain       | 3 janvier 1999 - 3 janvier 2007   | 106e - 109e | Élu en 1998. Réélu en 2000. Réélu en 2002. Réélu en 2004. Retrait pour se présenter comme Gouverneur du Wisconsin.                                         | |
| Mark Green                      | Républicain       | 3 janvier 1999 - 3 janvier 2007   | 106e - 109e | Élu en 1998. Réélu en 2000. Réélu en 2002. Réélu en 2004. Retrait pour se présenter comme Gouverneur du Wisconsin.                                         | 2003–2013 |
| Steve Kagen (en)                | Démocrate         | 3 janvier 2007 - 3 janvier 2011   | 110e , 111e | Élu en 2006. Réélu en 2008. Perd sa réélection. | |
| Reid Ribble                     | Républicain       | 3 janvier 2011 - 3 janvier 2017   | 112e - 114e | Élu en 2010. Réélu en 2012. Réélu en 2014. Retrait. | |
| Reid Ribble                     | Républicain       | 3 janvier 2011 - 3 janvier 2017   | 112e - 114e | Élu en 2010. Réélu en 2012. Réélu en 2014. Retrait. | 2013–2023 |
| Mike Gallagher                  | Républicain       | 3 janvier 2017 - 24 avril 2024    | 115e - 118e | Élu en 2016. Réélu en 2018. Réélu en 2020. Réélu en 2022. Démissionne.                                                                                     | |
| Mike Gallagher                  | Républicain       | 3 janvier 2017 - 24 avril 2024    | 115e - 118e | Élu en 2016. Réélu en 2018. Réélu en 2020. Réélu en 2022. Démissionne.                                                                                     | 2023–Présent |
| Vacant                          | Vacant            | 24 avril 2024 - Présent           | 118e        | | |

## Résultats des récentes élections
Voici les résultats des dix précédents cycles électoraux dans le district.

### 2004
| Élection de 2004 du 8e district congressionnel du Wisconsin | Élection de 2004 du 8e district congressionnel du Wisconsin | Élection de 2004 du 8e district congressionnel du Wisconsin | Élection de 2004 du 8e district congressionnel du Wisconsin | Élection de 2004 du 8e district congressionnel du Wisconsin |
| ----------------------------------------------------------- | ----------------------------------------------------------- | ----------------------------------------------------------- | ----------------------------------------------------------- | ----------------------------------------------------------- |
| Parti                                                       | Parti                                                       | Candidat                                                    | Votes                                                       | %                                                           |
|                                                             | Républicain                                                 | Mark Green (sortant)                                        | 248 070                                                     | 70,1                                                        |
|                                                             | Démocrate                                                   | Dottie Le Clair                                             | 105 513                                                     | 29,8                                                        |
|                                                             | Autres                                                      | Autres                                                      | 142                                                         | 0,0                                                         |
| Total des votes                                             | Total des votes                                             | Total des votes                                             | 353 725                                                     | 100 %                                                       |
|                                                             | Les Républicains conservent                                 |                                                             |                                                             |                                                             |

### 2006
| Élection de 2006 du 8e district congressionnel du Wisconsin | Élection de 2006 du 8e district congressionnel du Wisconsin | Élection de 2006 du 8e district congressionnel du Wisconsin | Élection de 2006 du 8e district congressionnel du Wisconsin | Élection de 2006 du 8e district congressionnel du Wisconsin |
| ----------------------------------------------------------- | ----------------------------------------------------------- | ----------------------------------------------------------- | ----------------------------------------------------------- | ----------------------------------------------------------- |
| Parti                                                       | Parti                                                       | Candidat                                                    | Votes                                                       | %                                                           |
|                                                             | Démocrate                                                   | Steve Kagen (en)                                            | 141 570                                                     | 50,9                                                        |
|                                                             | Républicain                                                 | John Gard                                                   | 135 622                                                     | 48,8                                                        |
|                                                             | Autres                                                      | Autres                                                      | 943                                                         | 0,3                                                         |
| Total des votes                                             | Total des votes                                             | Total des votes                                             | 278 135                                                     | 100 %                                                       |
|                                                             | Les Démocrates prennent aux Républicains                    |                                                             |                                                             |                                                             |

### 2008
| Élection de 2008 du 8e district congressionnel du Wisconsin | Élection de 2008 du 8e district congressionnel du Wisconsin | Élection de 2008 du 8e district congressionnel du Wisconsin | Élection de 2008 du 8e district congressionnel du Wisconsin | Élection de 2008 du 8e district congressionnel du Wisconsin |
| ----------------------------------------------------------- | ----------------------------------------------------------- | ----------------------------------------------------------- | ----------------------------------------------------------- | ----------------------------------------------------------- |
| Parti                                                       | Parti                                                       | Candidat                                                    | Votes                                                       | %                                                           |
|                                                             | Démocrate                                                   | Steve Kagen (en) (sortant)                                  | 193 662                                                     | 54,0                                                        |
|                                                             | Républicain                                                 | John Gard                                                   | 164 621                                                     | 45,9                                                        |
|                                                             | Autres                                                      | Autres                                                      | 364                                                         | 0,1                                                         |
| Total des votes                                             | Total des votes                                             | Total des votes                                             | 358 647                                                     | 100 %                                                       |
|                                                             | Les Démocrates conservent                                   |                                                             |                                                             |                                                             |

### 2010
| Élection de 2010 du 8e district congressionnel du Wisconsin | Élection de 2010 du 8e district congressionnel du Wisconsin | Élection de 2010 du 8e district congressionnel du Wisconsin | Élection de 2010 du 8e district congressionnel du Wisconsin | Élection de 2010 du 8e district congressionnel du Wisconsin |
| ----------------------------------------------------------- | ----------------------------------------------------------- | ----------------------------------------------------------- | ----------------------------------------------------------- | ----------------------------------------------------------- |
| Parti                                                       | Parti                                                       | Candidat                                                    | Votes                                                       | %                                                           |
|                                                             | Républicain                                                 | Reid Ribble                                                 | 143 998                                                     | 54,8                                                        |
|                                                             | Démocrate                                                   | Steve Kagen (en) (sortant)                                  | 118 646                                                     | 45,1                                                        |
|                                                             | Autres                                                      | Autres                                                      | 294                                                         | 0,1                                                         |
| Total des votes                                             | Total des votes                                             | Total des votes                                             | 262 938                                                     | 100 %                                                       |
|                                                             | Les Républicains prennent aux Démocrates                    |                                                             |                                                             |                                                             |

### 2012
| Élection de 2012 du 8e district congressionnel du Wisconsin | Élection de 2012 du 8e district congressionnel du Wisconsin | Élection de 2012 du 8e district congressionnel du Wisconsin | Élection de 2012 du 8e district congressionnel du Wisconsin | Élection de 2012 du 8e district congressionnel du Wisconsin |
| ----------------------------------------------------------- | ----------------------------------------------------------- | ----------------------------------------------------------- | ----------------------------------------------------------- | ----------------------------------------------------------- |
| Parti                                                       | Parti                                                       | Candidat                                                    | Votes                                                       | %                                                           |
|                                                             | Républicain                                                 | Reid Ribble (sortant)                                       | 198 874                                                     | 55,9                                                        |
|                                                             | Démocrate                                                   | Jamie Wall                                                  | 156 287                                                     | 44,0                                                        |
|                                                             | Autres                                                      | Autres                                                      | 303                                                         | 0,1                                                         |
| Total des votes                                             | Total des votes                                             | Total des votes                                             | 355 464                                                     | 100 %                                                       |
|                                                             | Les Républicains conservent                                 |                                                             |                                                             |                                                             |

### 2014
| Élection de 2014 du 8e district congressionnel du Wisconsin | Élection de 2014 du 8e district congressionnel du Wisconsin | Élection de 2014 du 8e district congressionnel du Wisconsin | Élection de 2014 du 8e district congressionnel du Wisconsin | Élection de 2014 du 8e district congressionnel du Wisconsin |
| ----------------------------------------------------------- | ----------------------------------------------------------- | ----------------------------------------------------------- | ----------------------------------------------------------- | ----------------------------------------------------------- |
| Parti                                                       | Parti                                                       | Candidat                                                    | Votes                                                       | %                                                           |
|                                                             | Républicain                                                 | Reid Ribble (sortant)                                       | 188 553                                                     | 65,0                                                        |
|                                                             | Démocrate                                                   | Ron Gruett                                                  | 101 345                                                     | 34,9                                                        |
|                                                             | Autres                                                      | Autres                                                      | 150                                                         | 0,1                                                         |
| Total des votes                                             | Total des votes                                             | Total des votes                                             | 290 048                                                     | 100 %                                                       |
|                                                             | Les Républicains conservent                                 |                                                             |                                                             |                                                             |

### 2016
| Élection de 2016 du 8e district congressionnel du Wisconsin | Élection de 2016 du 8e district congressionnel du Wisconsin | Élection de 2016 du 8e district congressionnel du Wisconsin | Élection de 2016 du 8e district congressionnel du Wisconsin | Élection de 2016 du 8e district congressionnel du Wisconsin |
| ----------------------------------------------------------- | ----------------------------------------------------------- | ----------------------------------------------------------- | ----------------------------------------------------------- | ----------------------------------------------------------- |
| Parti                                                       | Parti                                                       | Candidat                                                    | Votes                                                       | %                                                           |
|                                                             | Républicain                                                 | Mike Gallagher                                              | 227 892                                                     | 62,7                                                        |
|                                                             | Démocrate                                                   | Tom Nelson                                                  | 135 682                                                     | 37,3                                                        |
|                                                             | Autres                                                      | Autres                                                      | 18                                                          | 0,0                                                         |
| Total des votes                                             | Total des votes                                             | Total des votes                                             | 363 592                                                     | 100 %                                                       |
|                                                             | Les Républicains conservent                                 |                                                             |                                                             |                                                             |

### 2018
| Élection de 2018 du 8e district congressionnel du Wisconsin | Élection de 2018 du 8e district congressionnel du Wisconsin | Élection de 2018 du 8e district congressionnel du Wisconsin | Élection de 2018 du 8e district congressionnel du Wisconsin | Élection de 2018 du 8e district congressionnel du Wisconsin |
| ----------------------------------------------------------- | ----------------------------------------------------------- | ----------------------------------------------------------- | ----------------------------------------------------------- | ----------------------------------------------------------- |
| Parti                                                       | Parti                                                       | Candidat                                                    | Votes                                                       | %                                                           |
|                                                             | Républicain                                                 | Mike Gallagher (sortant)                                    | 209 410                                                     | 63,7                                                        |
|                                                             | Démocrate                                                   | Beau Liegeois                                               | 119 265                                                     | 36,3                                                        |
| Total des votes                                             | Total des votes                                             | Total des votes                                             | 328 675                                                     | 100 %                                                       |
|                                                             | Les Républicains conservent                                 |                                                             |                                                             |                                                             |

### 2020
| Élection de 2020 du 8e district congressionnel du Wisconsin | Élection de 2020 du 8e district congressionnel du Wisconsin | Élection de 2020 du 8e district congressionnel du Wisconsin | Élection de 2020 du 8e district congressionnel du Wisconsin | Élection de 2020 du 8e district congressionnel du Wisconsin |
| ----------------------------------------------------------- | ----------------------------------------------------------- | ----------------------------------------------------------- | ----------------------------------------------------------- | ----------------------------------------------------------- |
| Parti                                                       | Parti                                                       | Candidat                                                    | Votes                                                       | %                                                           |
|                                                             | Républicain                                                 | Mike Gallagher (sortant)                                    | 268 173                                                     | 64,2                                                        |
|                                                             | Démocrate                                                   | Amanda Stuck                                                | 149 558                                                     | 35,8                                                        |
|                                                             | Autres                                                      | Autres                                                      | 107                                                         | 0,0                                                         |
| Total des votes                                             | Total des votes                                             | Total des votes                                             | 417 838                                                     | 100 %                                                       |
|                                                             | Les Républicains conservent                                 |                                                             |                                                             |                                                             |

### 2022
| Primaire Républicaine de 2022 du 8e district congressionnel du Wisconsin | Primaire Républicaine de 2022 du 8e district congressionnel du Wisconsin | Primaire Républicaine de 2022 du 8e district congressionnel du Wisconsin | Primaire Républicaine de 2022 du 8e district congressionnel du Wisconsin | Primaire Républicaine de 2022 du 8e district congressionnel du Wisconsin |
| ------------------------------------------------------------------------ | ------------------------------------------------------------------------ | ------------------------------------------------------------------------ | ------------------------------------------------------------------------ | ------------------------------------------------------------------------ |
| Parti                                                                    | Parti                                                                    | Candidat                                                                 | Votes                                                                    | %                                                                        |
|                                                                          | Républicain                                                              | Mike Gallagher (sortant)                                                 | 79 096                                                                   | 84,5                                                                     |
|                                                                          | Républicain                                                              | Shaun Clarmont                                                           | 14 377                                                                   | 15,4                                                                     |

| Primaire Libertarienne de 2022 du 8e district congressionnel du Wisconsin | Primaire Libertarienne de 2022 du 8e district congressionnel du Wisconsin | Primaire Libertarienne de 2022 du 8e district congressionnel du Wisconsin | Primaire Libertarienne de 2022 du 8e district congressionnel du Wisconsin | Primaire Libertarienne de 2022 du 8e district congressionnel du Wisconsin |
| ------------------------------------------------------------------------- | ------------------------------------------------------------------------- | ------------------------------------------------------------------------- | ------------------------------------------------------------------------- | ------------------------------------------------------------------------- |
| Parti                                                                     | Parti                                                                     | Candidat                                                                  | Votes                                                                     | %                                                                         |
|                                                                           | Libertarien                                                               | Jacob VandePlas                                                           | 135                                                                       | 97,1                                                                      |
|                                                                           | Write-In                                                                  | Write-In                                                                  | 4                                                                         | 2,9                                                                       |

| Élection de 2022 du 8e district congressionnel du Wisconsin | Élection de 2022 du 8e district congressionnel du Wisconsin | Élection de 2022 du 8e district congressionnel du Wisconsin | Élection de 2022 du 8e district congressionnel du Wisconsin | Élection de 2022 du 8e district congressionnel du Wisconsin |
| ----------------------------------------------------------- | ----------------------------------------------------------- | ----------------------------------------------------------- | ----------------------------------------------------------- | ----------------------------------------------------------- |
| Parti                                                       | Parti                                                       | Candidat                                                    | Votes                                                       | %                                                           |
|                                                             | Républicain                                                 | Mike Gallagher (sortant)                                    | 223 981                                                     | 72,2                                                        |
|                                                             | Indépendant                                                 | Paul Boucher                                                | 48 896                                                      | 15,8                                                        |
|                                                             | Libertarien                                                 | Jacob VandenPlas                                            | 32 057                                                      | 10,3                                                        |
|                                                             | Démocrate                                                   | Julie Hancock (write-in)                                    | 3160                                                        | 1,0                                                         |
|                                                             | Write-In                                                    | Write-In                                                    | 1967                                                        | 0,0                                                         |
|                                                             | Démocrate                                                   | Robbie Hoffman (write-in)                                   | 135                                                         | 0,5                                                         |
| Total des votes                                             | Total des votes                                             | Total des votes                                             | 310 196                                                     | 100 %                                                       |
|                                                             | Les Républicains conservent                                 |                                                             |                                                             |                                                             |

### 2024 (Spéciale)
| Primaire Républicaine Spéciale de 2024 du 8e district congressionnel du Wisconsin | Primaire Républicaine Spéciale de 2024 du 8e district congressionnel du Wisconsin | Primaire Républicaine Spéciale de 2024 du 8e district congressionnel du Wisconsin | Primaire Républicaine Spéciale de 2024 du 8e district congressionnel du Wisconsin | Primaire Républicaine Spéciale de 2024 du 8e district congressionnel du Wisconsin |
| --------------------------------------------------------------------------------- | --------------------------------------------------------------------------------- | --------------------------------------------------------------------------------- | --------------------------------------------------------------------------------- | --------------------------------------------------------------------------------- |
| Parti                                                                             | Parti                                                                             | Candidat                                                                          | Votes                                                                             | %                                                                                 |
|                                                                                   | Républicain                                                                       | Tony Wied                                                                         | 42 610                                                                            | 43,5                                                                              |
|                                                                                   | Républicain                                                                       | Roger Roth                                                                        | 31 874                                                                            | 32,5                                                                              |
|                                                                                   | Républicain                                                                       | André Jacque                                                                      | 23 509                                                                            | 24,0                                                                              |
|                                                                                   | Write-In                                                                          | Write-In                                                                          | 64                                                                                | 0,1                                                                               |

| Primaire Démocrate Spéciale de 2024 du 8e district congressionnel du Wisconsin | Primaire Démocrate Spéciale de 2024 du 8e district congressionnel du Wisconsin | Primaire Démocrate Spéciale de 2024 du 8e district congressionnel du Wisconsin | Primaire Démocrate Spéciale de 2024 du 8e district congressionnel du Wisconsin | Primaire Démocrate Spéciale de 2024 du 8e district congressionnel du Wisconsin |
| ------------------------------------------------------------------------------ | ------------------------------------------------------------------------------ | ------------------------------------------------------------------------------ | ------------------------------------------------------------------------------ | ------------------------------------------------------------------------------ |
| Parti                                                                          | Parti                                                                          | Candidat                                                                       | Votes                                                                          | %                                                                              |
|                                                                                | Démocrate                                                                      | Kristin Lyerly                                                                 | 57 390                                                                         | 99,9                                                                           |
|                                                                                | Write-In                                                                       | Write-In                                                                       | 30                                                                             | 0,1                                                                            |

| Élection Spéciale de 2024 du 8e district congressionnel du Wisconsin | Élection Spéciale de 2024 du 8e district congressionnel du Wisconsin | Élection Spéciale de 2024 du 8e district congressionnel du Wisconsin | Élection Spéciale de 2024 du 8e district congressionnel du Wisconsin | Élection Spéciale de 2024 du 8e district congressionnel du Wisconsin |
| -------------------------------------------------------------------- | -------------------------------------------------------------------- | -------------------------------------------------------------------- | -------------------------------------------------------------------- | -------------------------------------------------------------------- |
| Parti                                                                | Parti                                                                | Candidat                                                             | Votes                                                                | %                                                                    |
|                                                                      | Républicain                                                          | Tony Wied                                                            | 206 573                                                              | 58,8                                                                 |
|                                                                      | Démocrate                                                            | Kristin Lyerly                                                       | 144 460                                                              | 41,2                                                                 |
| Total des votes                                                      | Total des votes                                                      | Total des votes                                                      | 351 033                                                              | 100 %                                                                |
|                                                                      | Les Républicains conservent                                          |                                                                      |                                                                      |                                                                      |

### 2024 (Régulière)
| Primaire Républicaine de 2024 du 8e district congressionnel du Wisconsin | Primaire Républicaine de 2024 du 8e district congressionnel du Wisconsin | Primaire Républicaine de 2024 du 8e district congressionnel du Wisconsin | Primaire Républicaine de 2024 du 8e district congressionnel du Wisconsin | Primaire Républicaine de 2024 du 8e district congressionnel du Wisconsin |
| ------------------------------------------------------------------------ | ------------------------------------------------------------------------ | ------------------------------------------------------------------------ | ------------------------------------------------------------------------ | ------------------------------------------------------------------------ |
| Parti                                                                    | Parti                                                                    | Candidat                                                                 | Votes                                                                    | %                                                                        |
|                                                                          | Républicain                                                              | Tony Wied                                                                | 41 937                                                                   | 42,2                                                                     |
|                                                                          | Républicain                                                              | Roger Roth                                                               | 34 344                                                                   | 34,5                                                                     |
|                                                                          | Républicain                                                              | André Jacque                                                             | 23 186                                                                   | 23,3                                                                     |

| Primaire Démocrate de 2024 du 8e district congressionnel du Wisconsin | Primaire Démocrate de 2024 du 8e district congressionnel du Wisconsin | Primaire Démocrate de 2024 du 8e district congressionnel du Wisconsin | Primaire Démocrate de 2024 du 8e district congressionnel du Wisconsin | Primaire Démocrate de 2024 du 8e district congressionnel du Wisconsin |
| --------------------------------------------------------------------- | --------------------------------------------------------------------- | --------------------------------------------------------------------- | --------------------------------------------------------------------- | --------------------------------------------------------------------- |
| Parti                                                                 | Parti                                                                 | Candidat                                                              | Votes                                                                 | %                                                                     |
|                                                                       | Démocrate                                                             | Kristin Lyerly                                                        | 56 469                                                                | 100%                                                                  |

| Élection de 2024 du 8e district congressionnel du Wisconsin | Élection de 2024 du 8e district congressionnel du Wisconsin | Élection de 2024 du 8e district congressionnel du Wisconsin | Élection de 2024 du 8e district congressionnel du Wisconsin | Élection de 2024 du 8e district congressionnel du Wisconsin |
| ----------------------------------------------------------- | ----------------------------------------------------------- | ----------------------------------------------------------- | ----------------------------------------------------------- | ----------------------------------------------------------- |
| Parti                                                       | Parti                                                       | Candidat                                                    | Votes                                                       | %                                                           |
|                                                             | Républicain                                                 | Tony Wied                                                   | 206 573                                                     | 58,8                                                        |
|                                                             | Démocrate                                                   | Kristin Lyerly                                              | 144 460                                                     | 41,2                                                        |
| Total des votes                                             | Total des votes                                             | Total des votes                                             | 351 033                                                     | 100 %                                                       |
|                                                             |                                                             |                                                             |                                                             |                                                             |